# Złotniki Kujawskie (gromada)
Złotniki Kujawskie – dawna gromada, czyli najmniejsza jednostka podziału terytorialnego Polskiej Rzeczypospolitej Ludowej w latach 1954–1972.
Gromady, z gromadzkimi radami narodowymi (GRN) jako organami władzy najniższego stopnia na wsi, funkcjonowały od reformy reorganizującej administrację wiejską przeprowadzonej jesienią 1954 do momentu ich zniesienia z dniem 1 stycznia 1973, tym samym wypierając organizację gminną w latach 1954–1972.
Gromadę Złotniki Kujawskie z siedzibą GRN w Złotnikach Kujawskich utworzono – jako jedną z 8759 gromad na obszarze Polski – w powiecie inowrocławskim w woj. bydgoskim, na mocy uchwały nr 24/7 WRN w Bydgoszczy z dnia 5 października 1954. W skład jednostki weszły obszary dotychczasowych gromad Złotniki Kujawskie, Niszczewice, Gniewkówiec, Dobrogościce i Rucewo oraz miejscowość Tarkowo Górne z dotychczasowej gromady Tarkowo ze zniesionej gminy Złotniki Kujawskie w tymże powiecie. Dla gromady ustalono 27 członków gromadzkiej rady narodowej.
1 stycznia 1958 do gromady Złotniki Kujawskie włączono wsie Broniewo, Bronimierz Wielki, Bronimierz Mały i Tupadły ze zniesionej gromady Broniewo w tymże powiecie.
31 grudnia 1961 do gromady Złotniki Kujawskie włączono wieś Leszcze ze zniesionej gromady Tuczno w tymże powiecie.
1 stycznia 1972 gromadę Złotniki Kujawskie połączono z gromadą Lisewo Kościelne, tworząc z ich obszarów gromadę Złotniki Kujawskie z siedzibą Gromadzkiej Rady Narodowej w Złotnikach Kujawskich w tymże powiecie (de facto gromadę Lisewo Kościelne zniesiono, włączając jej obszar do gromady Złotniki Kujawskie).
Gromada przetrwała do końca 1972 roku, czyli do kolejnej reformy gminnej. 1 stycznia 1973 w powiecie inowrocławskim reaktywowano gminę Złotniki Kujawskie.